# Malte Jaeger

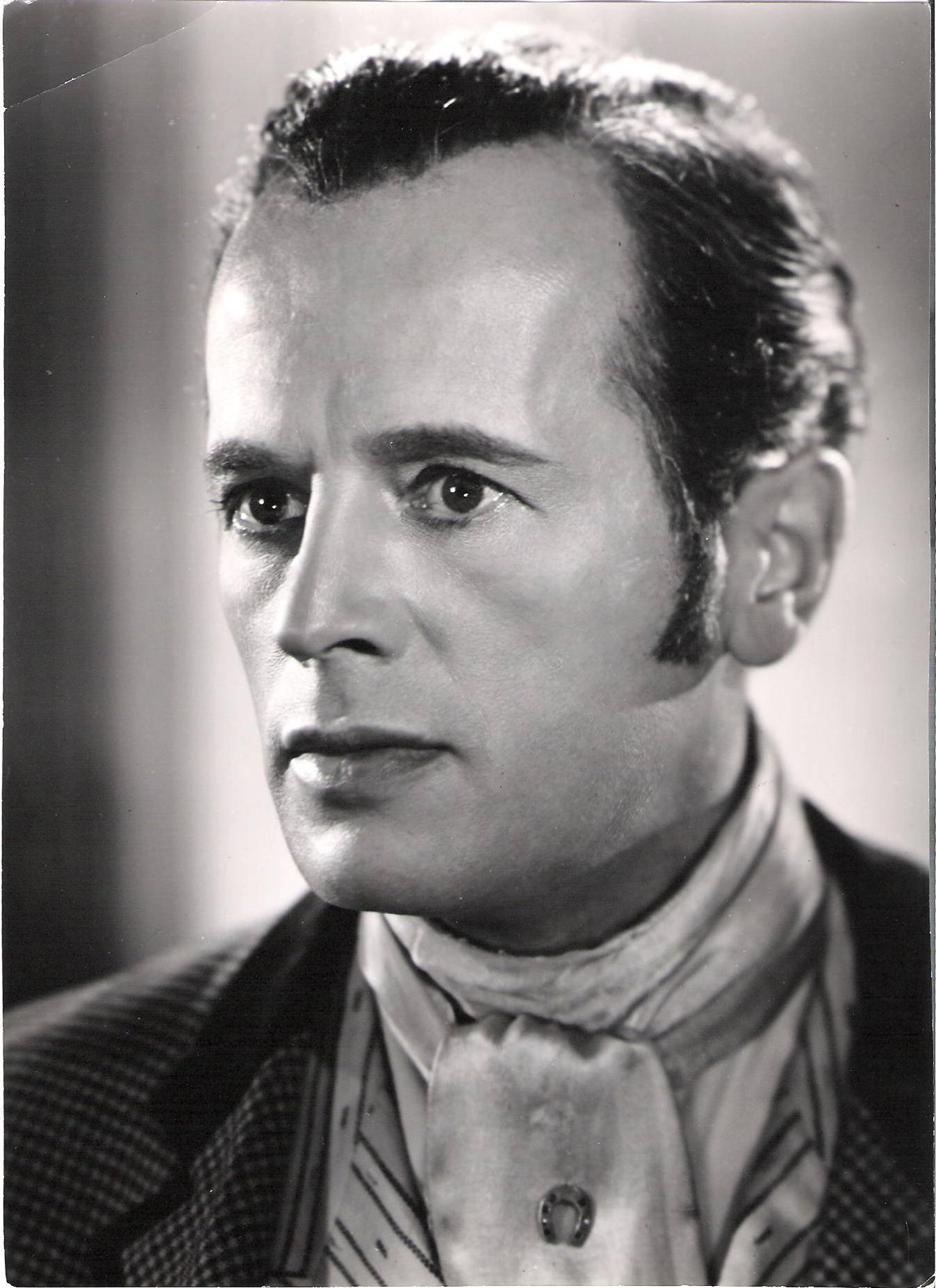
Aufnahme von Malte Jaeger während Dreharbeiten 1955

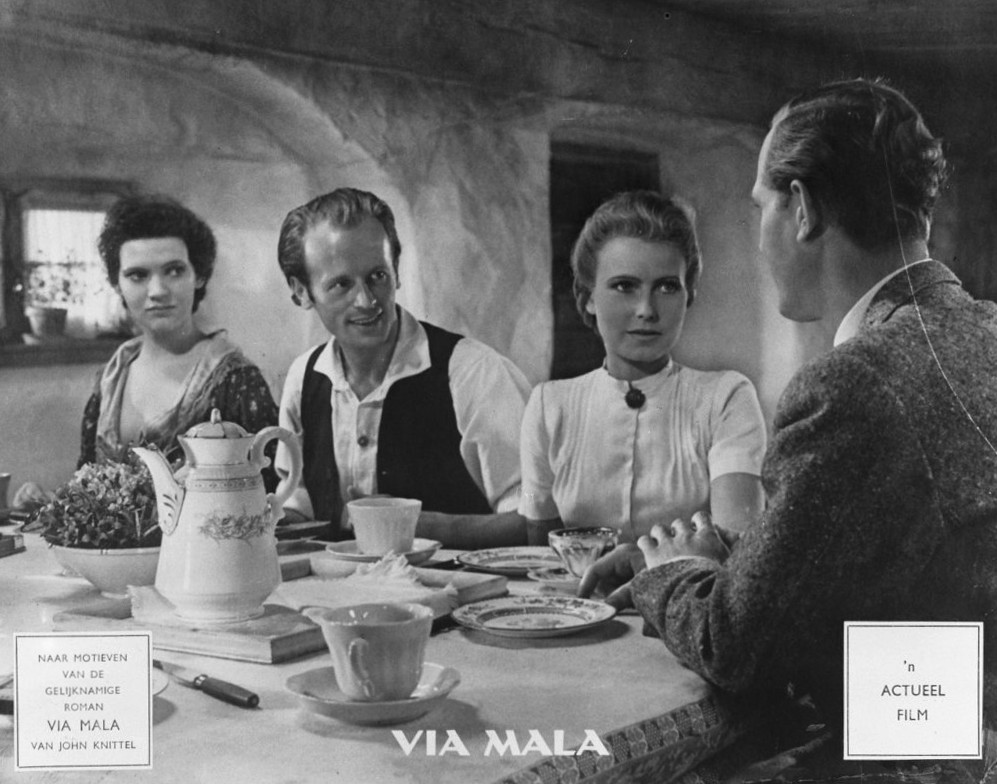
Malte Jaeger (2. v.links) in dem Film Via Mala 1945

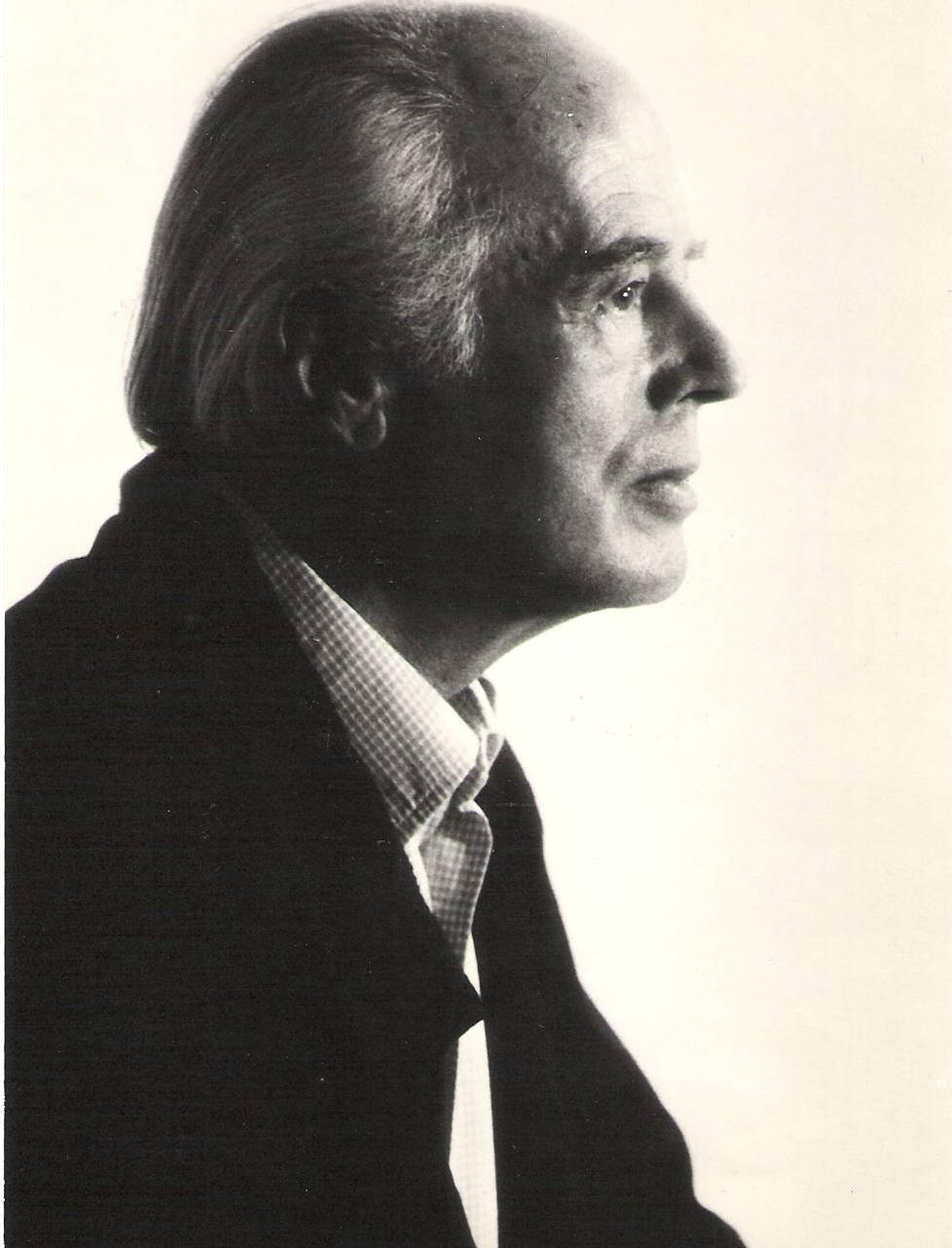
Eine der letzten Setcard-Aufnahmen Mitte der 1980er Jahre

Malte Richard Friedrich Jaeger, in Besetzungslisten manchmal auch Malte Jäger, (* 4. Juli 1911 in Hannover; † 10. Januar 1991 in Ladelund, Kreis Nordfriesland) war ein deutscher Schauspieler, Theaterregisseur und Synchronsprecher.

## Leben
Malte Jaeger war der jüngste Sohn von drei Kindern des Zeitungsverlegers Malte Heinrich Gustav Jaeger und dessen 2. Ehefrau Metta Christine, geborene Müller, Tochter eines niedersächsischen Dorfschullehrers und bis dahin Haushälterin bei ihrem Bruder, dem Heimatforscher Hans Müller-Brauel. Die Familie zog um 1912 von Hannover nach Hamburg-Altona, Oelckersallee Nr. 1 um. Nach dem Abitur absolvierte er zunächst eine Lehre als Großkaufmann. Danach besuchte er eine Schauspielschule. Vor Beginn seiner Schauspielkarriere war er einige Zeit als Journalist tätig, während er bereits 1927 seine erste Rundfunkverpflichtung erhielt. 
Sein erstes Theaterengagement erhielt er 1937 am Nordmark-Landestheater in Schleswig, wo er als Ferdinand in dem Trauerspiel Egmont von Johann Wolfgang von Goethe debütierte. Seine erste Inszenierung ebendort wurde das Kriminalstück Parkstraße 13 von Axel Ivers. 1939 ging er bis 1945 an das Staatstheater Berlin. Seine Arbeit beim Fernsehen begann 1939/40 beim Versuchssender Berlin unter Hanns Farenburg als Sprecher und Kommentator. In den Folgejahren hatte er zahlreiche Gastspielauftritte in Bremen, München, Berlin und Stuttgart, während er seinen Wohnsitz nach Bad Wiessee verlegte. 1952 kam er wieder nach Berlin und arbeitete beim Theater am Kurfürstendamm. Neben der Schauspielerei trat er auch häufiger als Regisseur in Erscheinung. Zu seinen Rollen in der damaligen Zeit gehören u. a.:
- Martinius in Kirschen für Rom von Hans Hömberg (1940),
- Don Cäsar in Ein Bruderzwist in Habsburg von Franz Grillparzer (1942),
- Ladvenu in Die heilige Johanna von George Bernard Shaw (1943),
- Lehrer Gottwald in Hanneles Himmelfahrt von Gerhart Hauptmann.

Seinen ersten Filmauftritt hatte er bereits im Jahre 1934, wo er eine kleine Rolle in dem Spielfilm Die kleinen Verwandten von Regisseur Hans Deppe erhielt. Auf seine nächste Rolle, vermittelt durch Mathias Wieman, musste er drei Jahre warten. In Karl Ritters Film Unternehmen Michael spielte er einen Kompanieführer und drehte für den Regisseur noch zwei weitere Filme, Pour le Mérite und Legion Condor. Zu seinen weiteren, zahlreichen Rollen in Propagandafilmen gehörte auch die des Aktuarius Faber in Veit Harlans berüchtigtstem Werk Jud Süß. Jaeger selbst war zum 11. Juli 1933 der SS beigetreten (SS-Nummer 182.535). In den meisten Filmen, zu denen auch viele Unterhaltungsfilme gehörten, spielte er kleine und größere Nebenrollen. Zu den größeren Rollen zählte der Hans Schonath in Philharmoniker (1942/44), zu seinen eindrucksvollsten Filmen der bereits 1943 gedrehte, düstere Via Mala, der erst 1948 aufgeführt wurde.
Nach Kriegsende begann er, sich neben der Theaterarbeit und gelegentlichen Filmrollen wieder beim Rundfunk (dort mehr als 2000 Auftritte, u. a. Schatzkästlein) und ab 1956 beim Fernsehen zu engagieren. Dort spielte er neben Georg Lehn die Hauptrolle in dem Fernsehspiel Zwölftausend. Auch in Draußen vor der Tür von Wolfgang Borchert war er einer der Hauptakteure neben Paul Edwin Roth, der den Kriegsheimkehrer Beckmann verkörperte. 1960 spielte er in dem Straßenfeger Am grünen Strand der Spree nach dem gleichnamigen Buch von Hans Scholz den Hans-Joachim Lepsius, eine der Hauptpersonen. Weitere größere Fernsehrollen übernahm er 1967 in Der Reichstagsbrandprozess oder 1971 in Sand. Jaeger trat auch in verschiedenen Fernsehserien auf, darunter Die fünfte Kolonne, Timm Thaler, Schwarz Rot Gold oder Das Erbe der Guldenburgs. Als Synchronsprecher lieh er unter anderem Montgomery Clift in Ein Platz an der Sonne und Guy Decomble in Man darf nicht lieben…? seine Stimme.
Malte Jaeger war seit 1949 mit Elisabeth Susanne Jaeger, geborene  von Ingersleben, verheiratet. Anfang der 1960er Jahre lernte er seine zukünftige Lebenspartnerin, die Flämin Elly Philomena Maria Wolf, kennen, mit der er 30 Jahre lang bis zu seinem Tod in wilder Ehe zusammenlebte. Er verstarb am 10. Januar 1991 auf der Fahrt mit dem Rettungswagen von seinem Haus in Ladelund ins Krankenhaus nach Niebüll an einer Embolie.

## Filmografie
- 1934: Die kleinen Verwandten – Regie: Hans Deppe
- 1937: Unternehmen Michael
- 1938: Pour le Mérite
- 1939: Legion Condor
- 1939: Ziel in den Wolken – Regie: Wolfgang Liebeneiner
- 1939: Drei Unteroffiziere – Regie: Werner Hochbaum
- 1939: D III 88
- 1939: Kongo-Express
- 1940: Ein Robinson
- 1940: Jud Süß
- 1940: Wunschkonzert
- 1942: Der Strom – Regie: Günther Rittau
- 1942: Himmelhunde
- 1942/44: Philharmoniker
- 1943: Der dunkle Tag – Regie: Géza von Bolváry
- 1943: Immensee
- 1945: Rätsel der Nacht
- 1945: Via Mala
- 1951: Das ewige Spiel
- 1951: Der blaue Stern des Südens – Regie: Wolfgang Liebeneiner
- 1953: Des Feuers Macht – Regie: Erich Menzel
- 1954: Der Mann meines Lebens
- 1954: Rosen aus dem Süden
- 1954: Morgengrauen
- 1955: Douglas Fairbanks, Jr., Presents – While the Circus Passes  – Regie: Lawrence Huntington
- 1955: Es geschah am 20. Juli
- 1956: Zwölftausend – Fernsehspiel
- 1957: Draußen vor der Tür – Fernsehspiel – Regie: Rudolf Noelte
- 1958: Ich werde dich auf Händen tragen
- 1960: Am grünen Strand der Spree – Fernseh-Mehrteiler
- 1964: Die fünfte Kolonne – Fernsehserie, Folge: Eine Puppe für Klein-Helga
- 1964: Gewagtes Spiel – Fernsehserie, Folge: Der Fall Künitzer
- 1967: Der Reichstagsbrandprozess – Fernsehspiel – Regie: Tom Toelle
- 1971: Sand – Fernsehspiel – Regie: Peter Palitzsch
- 1974: Motiv Liebe – Fernsehserie, Folge: Alte Liebe – Regie: Roger Fritz
- 1975: Im Werk notiert – Fernsehserie
- 1975: Die schöne Marianne – Fernsehserie, Folge: Was nicht sein darf – Regie: Roger Fritz
- 1975: Die schöne Marianne – Fernsehserie, Folge: Das Findelkind – Regie: Roger Fritz
- 1979: Timm Thaler – Fernsehserie – Regie: Sigi Rothemund
- 1981: Stern ohne Himmel
- 1982: Die Fischer von Moorhövd Fernsehserie – Regie: Peter Harlos
- 1982: Schwarz Rot Gold – Fernsehserie, Folge: Unser Land
- 1984: Der Beginn aller Schrecken ist Liebe – Regie: Helke Sander
- 1986: Segeln macht frei – Regie: Wolf Dietrich
- 1987–90: Das Erbe der Guldenburgs – Fernsehserie
- 1989: Maria von den Sternen – Regie: Thomas Mauch

## Hörspiele
- 1949: Caligula (Cherea) – Regie: Wolfgang Engels, mit Gert Westphal, Kurt Strehlen
- 1956: Wilde Erdbeeren (Alman, Ingenieur) – Regie: Rudolf Noelte, mit Ewald Balser, Margarethe Haagen, Robert Graf
- 1960: Offene Rechnung (Hans) – Regie und Sprecher: Gert Westphal, mit Klaus Schwarzkopf, Marianne Kehlau, Richard Münch, Hellmut Lange
- 1961: Die große Nummer – Regie: Günter Siebert, mit Heinz Klevenow
- 1962: Das Verhör des Lukullus (Sprecher des Totengerichts) – Regie: Rudolf Noelte, mit Will Quadflieg, Hanns Ernst Jäger, René Deltgen, Else Ehser
- 1963: Der Stellvertreter (Graf Fontana) – Regie: Erwin Piscator, mit: Dieter Borsche, Günther Tabor, Maria Becker
- 1964: Der schwarze Mustang (Old Shatterhand) – Regie: Herbert Spalke, mit Rudolf Buczolich, Hans Dolf
- 1966: Ingmar Bergman: Blutige Erdbeeren (Alman) – Regie: Rudolf Noelte (Hörspiel – BR/SWF/ORF)
- 1967: Das Attentat (Ali Ottmann) – Regie: Reinhard Zobel, mit Dieter Bengsch, Klaus Guth
- 1968: Daisy Day – Regie: Reinhard Zobel, mit Hanns Ernst Jäger, Edda Seippel, Petra von der Linde